# Gowrie (Iowa)
Pour les articles homonymes, voir Gowrie (homonymie).
Gowrie est une ville, du comté de Webster en Iowa, aux États-Unis. Elle est incorporée le 18 mars 1881.

## Source de la traduction
- (en) Cet article est partiellement ou en totalité issu de l’article de Wikipédia en anglais intitulé « Gowrie, Iowa » (voir la liste des auteurs).